# Nazi Overlord
Pour plus de détails, voir Fiche technique et Distribution.
Nazi Overlord  est un film de guerre et d'horreur américain de 2018, écrit par Scotty Mullen et réalisé par Rob Pallatina. Le film, produit par la société cinématographique The Asylum, met en vedette Tom Sizemore (Il faut sauver le soldat Ryan, Twin Peaks: The Return), Dominique Swain (Lolita, The Fast and the Fierce) et Andrew Liberty (Amour, Gloire et Beauté, Scandal).

## Synopsis
Pendant la bataille de Normandie, le capitaine de l’armée américaine Rogers (Andrew Liberty) s’est révélé être un soldat extraordinaire en éliminant les nazis à mains nues. En conséquence, le colonel Forrester (Tom Sizemore) lui confie la direction d’une mission que quatre autres équipes ont déjà tentée et échouée : sauver une brillante scientifique anglaise, le Dr Eris (Dominique Swain), capturée par les nazis deux mois auparavant. Le capitaine Rogers accepte à contrecœur, le colonel lui promettant qu’il recevra un remerciement personnel du président des États-Unis à son retour une fois sa mission réussie.
Avec les armes et munitions appropriées, le capitaine Rogers et son escouade se dirigent vers la Roumanie, le dernier endroit connu où le Dr Eris a été vu, mais ils ne sont pas des forces spéciales et n’ont aucune idée de ce qu’ils vont découvrir. Le lieutenant Haas (Greg Furman) est le seul de l’équipe à parler allemand. Presque immédiatement, l’escouade est confrontée à de nombreux obstacles et dangers juste pour tenter de trouver des informations sur le médecin captif. Les nazis n’étant qu’un de ces dangers. Bien que le Dr Eris soit une scientifique, ils n’ont aucune idée du genre d’expériences que les nazis ont pu la forcer à créer. Leur seul objectif est de la sortir vivante et de la ramener chez les Alliés.

## Distribution
- Tom Sizemore : Colonel Forrester
- Dominique Swain : Dr. Eris
- Andrew Liberty : Capitaine Rogers
- Greg Furman : Lieutenant Haas
- Damian Joseph Quinn : Grey
- Michael Claman : St. John
- Matthew Amerman : Brisco
- Trent Mills : Collins
- Travis Bravo-Thomas : Thompson
- Asger Folmann : Dr. Von Straten
- Alina Patra : Infirmière Verona
- Anthony Jensen : le Président des États-Unis
- Dane Oliver : Gregg
- Ben van Diepen : Officier nazi Goring
- Mike Markoff : Patient C
- Michael Wannenmacher : Docteur Brünner
- Ego Mikitas : Constantin[4]

## Production

### Tournage
Le tournage du film a eu lieu à Long Beach, en Californie, aux États-Unis. Il est sorti le 13 novembre 2018 aux États-Unis pour capitaliser sur la sortie de Overlord, le 9 novembre.

## Accueil

### Réception critique
Les critiques sont mitigées. De nombreuses personnes estiment que c’est la version mockbuster de Overlord par The Asylum, d’où des critiques très négatives de la part les spectateurs en colère qui y voient un plagiat de Overlord. D’autres, en revanche, considèrent que c’est une bonne série B de nazisploitation, et que le film devrait être vu par quiconque aime ce genre de chose. Sur les 90 minutes de film, les 50 premières et les 12 dernières minutes sont simplement un film de guerre à petit budget. Les quelque 20 autres minutes sont de l’horreur de bas niveau. Bien que le scénario soit basique, il a une fin décente. Les inconvénients du film sont qu’il y a trop de guerre et trop peu d’horreur. S’il y avait eu une construction plus courte pour aller au fond de l’histoire, il aurait pu y avoir plus de temps consacré aux éléments réellement intéressants. La musique est décente. Les scènes de guerre sont réalistes, mais manquent clairement de précision militaire. Le jeu d’acteur global est décent pour ce type de film. La principale star du film est Tom Sizemore, bien qu’il n’apparaisse que 5 à 6 minutes au total. La prestation de Dominique Swain en scientifique folle travaillant pour les nazis est appréciée. Son plan diabolique est sinistre à souhait, quoique assez grossier. Par contre, son accent anglais n’est pas terrible, et la scène de nudité a surpris.
Cryptic Rock, plus enthousiaste, donne à Nazi Overlord 3 étoiles sur 5. Le site reconnait qu’avoir n’importe quel élément de science-fiction dans un film de guerre peut être si tiré par les cheveux que cela ne fonctionnera tout simplement pas. Mais l’élément le plus effrayant est que l’intrigue du film se base sur des faits historiques véritables. Hitler et ses nazis, la personnification du mal, essayaient toujours de trouver un moyen de battre leurs ennemis, et il est de notoriété publique qu’il y a eu d’horribles expériences scientifiques effectuées sur des prisonniers. Cryptic Rock se demande à quel point le monde serait différent aujourd’hui si un certain nombre d’expériences avaient réussi et leur avaient permis de devenir les vainqueurs de la guerre ? Connaissant les nombreuses voies différentes qu’ils ont explorées afin de tenter d’atteindre leur objectif de domination ultime du monde, en particulier la recherche scientifique et les expériences humaines afin d’atteindre leur race parfaite idéale, Nazi Overlord spécule sur comment la science aurait pu aider les nazis dans leur quête diabolique. Et s’ils avaient capturé la bonne scientifique et lui avaient donné les outils exacts nécessaires pour créer l’arme parfaite ?
Cryptic Rock admet que le film semble parfois kitsch, en particulier en raison de sa partition musicale trop énergique, mais le Dr Eris joué par Dominique Swain est effrayant, en ce sens qu’elle est à la fois élégante et maniaque, ce qui est exactement ce à quoi on devrait s’attendre de quiconque travaille derrière les lignes nazies. Même si Nazi Overlord se déroule dans le passé, Cryptic Rock estime évident que ceux qui ont fait le film veulent provoquer un questionnement chez le spectateur, avec la menace que font planer de nos jours les armes de destruction massive. Le colonel Forrester (Tom Sizemore) insiste sur le fait que « La guerre biologique a toute sa place. Ce n’est pas aussi effrayant que ça en a l’air ». Il y a toujours ceux qui pensent que leur camp (notamment les États-Unis) devrait être armé jusqu’aux dents avec tout ce que l’ennemi a, et plus encore, juste au cas où. Il y en a d’autres qui croient que la simple existence de cet arsenal préventif provoque plus de tensions et risque de mener à la guerre. De l’idée de le détenir à celle de l’utiliser, il n’y a qu’un pas. Cependant, cette idée (pour ou contre les armes biologiques) est presque perdue dans l’obscurité de l’intrigue, qui semble vouloir explorer de multiples pistes, alors qu’elle aurait dû se concentrer sur une seule et la perfectionner. Les idées dans Nazi Overlord sont intéressantes, mais trop nombreuses et trop exagérées pour le spectateur moyen. Si le spectateur aborde ce film sans attentes excessives, ce sera une expérience agréable.
Le film a obtenu le score d’audience de 33% sur Rotten Tomatoes